# Tatjana Borissowna Dubjago
Tatjana Borissowna Dubjago, geboren Kojalowitsch, (russisch Татьяна Борисовна Дубяго, урожд. Коялович; * 21. Februarjul. / 5. März 1897greg. in St. Petersburg; † 1959 in Leningrad) war eine russische bzw. sowjetische Architektin und Hochschullehrerin.

## Leben
Das Studium am Petrograder/Leningrader Institut der Zivilingenieure in der Architektur-Fakultät schloss Dubjago, Tochter des Mathematikers Boris Kojalowitsch, 1926 mit der Planung eines Teils des Wolodarsker Rajons (heute Newski Rajon) als Diplom-Projekt ab.
Darauf arbeitete Dubjago bis 1931 in der Planungsabteilung des Stadtwirtschaftskomitees unter der Leitung Lew Iljins und Jewgeni Katonins. Daneben lehrte sie am Leningrader Institut der Kommunalbau-Ingenieure am Lehrstuhl für Siedlungsplanung und von 1933 bis 1942 an der Leningrader Forsttechnik-Akademie.
Bei dem geschlossenen Wettbewerb für die Begrünung der Städte des Urals gewannen Dubjagos Projekte einen ersten und einen zweiten Preis. Bei der Ersten Allunionsausstellung wissenschaftlicher Architekturarbeiten von Architektinnen erhielt sie eine Ehrenurkunde des Vorstands des Verbands der Sowjetischen Architekten.
In den 1930er Jahren beteiligte sich Dubjago an der Aufstellung des ersten Plans für den Wiederaufbau Leningrads und erarbeitete Projekte für verschiedene Stadtviertel. Ihr erstes Projekt für einen Kultur- und Erholungspark wurde bereits vor dem deutschen Angriffskrieg begonnen. Auch begann sie Arbeiten zur Restaurierung des Sommergartens. Dies war dann das Thema ihrer Kandidat-Dissertation, die sie 1941 mit Erfolg für die Promotion zur Kandidatin der Architekturwissenschaften verteidigte.
Während der Evakuierung aus dem blockierten Leningrad (1942–1944) leitete Dubjago in Taschkent im Usbekischen Forschungsinstitut den Sektor für Begrünung der Städte Usbekistans. Sie führte große Projekte zur Begrünung städtischer Straßen durch und veröffentlichte Arbeiten zur Landschaftsgestaltung in Usbekistan.
Ab 1945 leitete Dubjago den Lehrstuhl für Park- und Gartenkunst in der Leningrader Forsttechnik-Akademie. In ihrer neuartigen Vorlesung behandelte sie die Italienischen Gärten und die Französischen Gärten sowie auch die Landschaftsgärten Chinas, Japans und Englands, von denen bei der Anlage vieler russischer Parks ausgegangen worden war. Ähnliche Vorlesungen hielt sie in der Architektur-Fakultät des Leningrader Bauingenieur-Instituts und im Leningrader Repin-Institut für Malerei, Bildhauerei und Architektur als Akademie der Künste der UdSSR. Auch arbeitete sie in dieser Zeit an Projekten zur Restaurierung des Parks des Katharinenpalasts in Puschkin.
Während der Anti-Kosmopolitismus-Kampagne am Ende der 1940er Jahre wurde Dubjago wegen der Inhalte ihrer Vorlesung und ihrer Forschungen in einer Betriebsversammlung der Forsttechnik-Akademie als Wurzelloser Kosmopolit angeprangert, und niemand wagte, sie und ihre Vorlesung zu verteidigen. Sie hielt stand, übte keine Selbstkritik und verteidigte 1951 erfolgreich ihre Doktor-Dissertation über die russische Garten- und Parkkunst im 17. Jahrhundert und in der ersten Hälfte des 18. Jahrhunderts für die Promotion zur Doktorin der Architekturwissenschaften. Die offiziellen Opponenten  waren German Grimm und Lew Twerskoi, die ihre Arbeit sehr hoch einschätzten. Sie gehörte 1954 zur sowjetischen Delegation auf der internationalen Konferenz der Landschaftsarchitekten in Österreich. Auf ihre Initiative wurde in der Forsttechnik-Akademie die Stadtbegrünung-Fakultät eingerichtet, die aber infolge eines Regierungserlasses zur Neuordnung der Fachrichtungen 1955 aufgelöst wurde.
Dubjagos Gesundheit verschlechterte sich, und sie konnte 1959 kaum noch sehen, sodass sie ihre Arbeit aufgeben musste. Sie erlitt im Frühjahr  einen schweren Schlaganfall und starb im Oktober 1959. Sie war mit dem Wasserbauingenieur Dimitri Petrowitsch Dubjago (1895–1942) verheiratet gewesen, der im blockierten Leningrad gestorben war.